# 1830 en arts plastiques
| Années des arts plastiques : 1827 - 1828 - 1829 - 1830 - 1831 - 1832 - 1833    |
| Décennies des arts plastiques : 1800 - 1810 - 1820 - 1830 - 1840 - 1850 - 1860 |

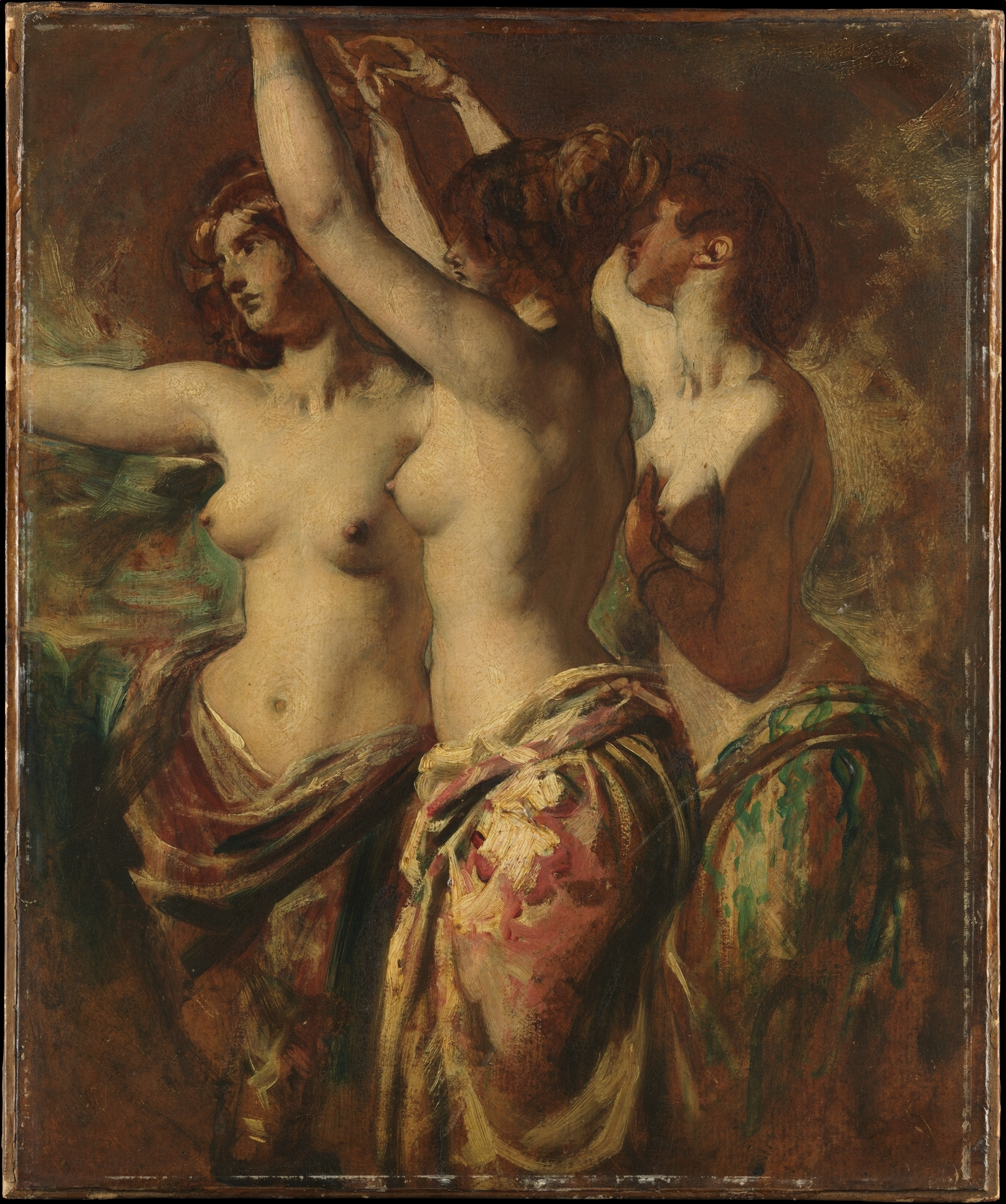
Les trois Grâces, de William Etty.

Cette page concerne l'année 1830 en arts plastiques.

## Événements
- juillet : Ouverture du Salon de Bruxelles de 1830, huitième édition d'une exposition d'œuvres d'artistes vivants.

## Œuvres
- La Liberté guidant le peuple, huile sur toile d'Eugène Delacroix.
- Temple de Junon à Agrigente, huile sur toile de Caspar David Friedrich.
- Candaule, roi de Lydie, montre furtivement sa femme à Gygès, un de ses ministres, alors qu'elle se couche, huile sur toile de William Etty.

## Naissances
- 4 janvier : Jules Pecher, peintre et sculpteur belge († 19 avril 1899),
- 7 janvier : Albert Bierstadt, peintre américain d'origine allemande († 18 février 1902),
- 17 janvier : Blaise Alexandre Desgoffe, peintre français († 2 mai 1901),
- 20 février : Léon Brard, peintre et céramiste français († 13 août 1902),
- 6 mars : Ferdinand Chaigneau, peintre français († 23 octobre 1906),
- 16 mars : Peter Bücken, peintre allemand († 9 août 1915).
- 26 mars : Theodor Christoph Schüz, peintre allemand († 17 juin 1900),
- 8 avril : Antoine Jean Bail, peintre français († 1918),
- 17 avril : Giorgio Bandini, peintre italien († 16 mars 1899),
- 13 mai : Édouard Sain, peintre français († 26 juin 1910),
- 24 mai : Alekseï Savrassov, peintre paysagiste russe († 8 octobre 1897),
- 27 mai :
  - Cesare Bartolena, peintre italien († 14 mai 1903),
  - François Willème, peintre, photographe et sculpteur français († 31 janvier 1905),
- 8 juin : Juan Manuel Blanes, peintre uruguayen († 15 avril 1901),
- 21 juin : Gustave Jundt, peintre paysagiste et peintre de genre, dessinateur, illustrateur et graveur français († 15 mai 1884),
- 9 juillet : Henry Peach Robinson, photographe anglais († 21 février 1921),
- 10 juillet : Camille Pissarro, peintre français († 13 novembre 1903),
- 27 juillet : Agathon Klemt, historien d'art et peintre austro-hongrois († 5 juillet 1889),
- 2 août : Alfred Quesnay de Beaurepaire, romancier, peintre et dessinateur français († 26 août 1898),
- 5 août : Alphonse Thyes, dessinateur technique et paysagiste luxembourgeois († 15 novembre 1914),
- 16 août : Paul Martin, aquarelliste français († 16 septembre 1903),
- 1er septembre : Jaroslav Čermák, peintre bohémien († 23 avril 1878),
- 14 septembre : Gaetano Brunacci, peintre italien († 17 juin 1922),
- 16 septembre : Harriet Osborne O'Hagan, peintre irlandaise († 29 décembre 1921),
- 18 septembre : Saro Cucinotta, graveur italien († 21 mai 1871),
- 25 septembre : Constantin Flavitski, peintre russe († 15 septembre 1866),
- 23 octobre : Jules Halkin, sculpteur belge († 16 juillet 1888),
- 28 novembre : Auguste Rigon, peintre, acteur puis décorateur français († 13 janvier 1882),
- 3 décembre : Lord Frederick Leighton, peintre et sculpteur britannique († 25 janvier 1896),
- 13 décembre : Louis Dubois, peintre paysagiste belge († 28 avril 1880),
- 18 décembre : Frédéric Lix, peintre et illustrateur français († 23 février 1897),
- 23 décembre : Charles Sellier, peintre français († 23 novembre 1882),
- 25 décembre : Delphine de Cool, peintre, enseignante et spécialiste de la peinture sur émail française († 16 janvier 1921),
- ? :
  - Carlos Esquivel y Rivas, peintre espagnol († 1867),
  - José Salomé Pina, peintre mexicain († 7 juin 1909).

## Décès
- 7 janvier : Thomas Lawrence, portraitiste britannique (° 13 avril 1769),
- 2 février : Mestre Ataíde, peintre brésilien (° 18 octobre 1762),
- 11 février : Johann Baptist von Lampi, peintre autrichien d'origine italienne (° 31 décembre 1751),
- 23 février : Jean-Pierre Norblin de La Gourdaine, peintre, dessinateur, graveur et caricaturiste français naturalisé polonais (° 15 juillet 1745),
- 24 février : Gaspare Landi, peintre italien (° 6 janvier 1756),
- 20 mars : Nicolas Antoine Taunay, peintre français (° 11 février 1755),
- 3 avril : Jean-Charles Tardieu, peintre français (° 3 septembre 1765),
- 10 avril : Johann Jakob Biedermann, peintre, graveur et aquafortiste suisse (° 7 août 1763),
- 27 mai : William Grimaldi, miniaturiste anglais (° 26 août 1751),
- 4 septembre : Louis-Marie Autissier, peintre français (° 8 février 1772),
- 6 septembre : Jean-Baptiste Couvelet, peintre français († 20 novembre 1772),
- 8 novembre : Sylvestre Chtchedrine, peintre paysagiste russe (° 13 février 1791),
- ? : Tommaso Pollace, peintre italien (° 1748).